# Place des Acacias (Bruxelles)
Pour les articles homonymes, voir Place des Acacias.
La place des Acacias (en néerlandais : Acaciasplein) est une place bruxelloise de la commune d'Etterbeek, située au croisement de l'avenue de la Chasse et de l'avenue du Onze Novembre.
La numérotation des habitations va de 2 à 17 dans le sens des aiguilles d'une montre.

### Liens externes

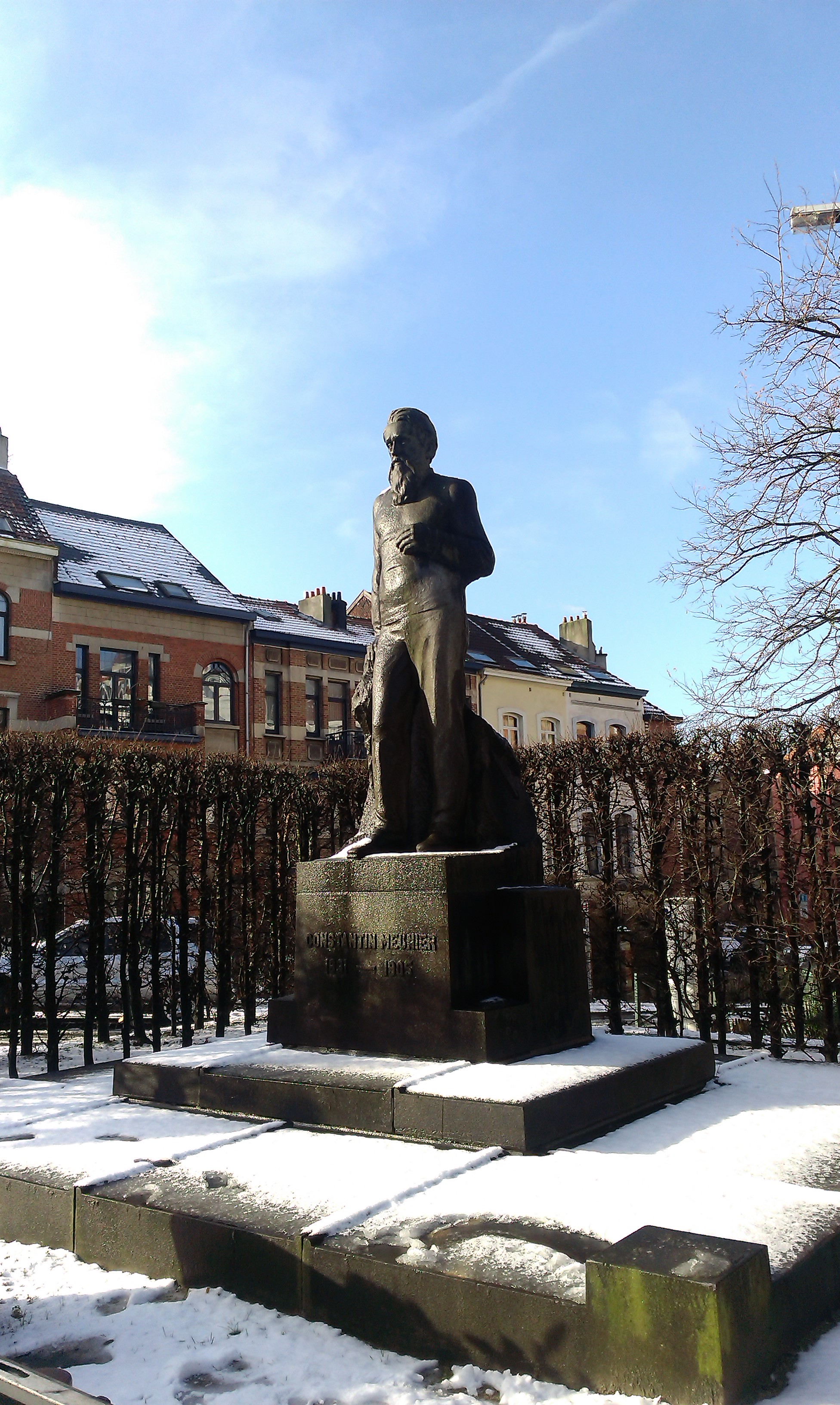
Statue de Constantin Meunier, place des Acacias, Etterbeek
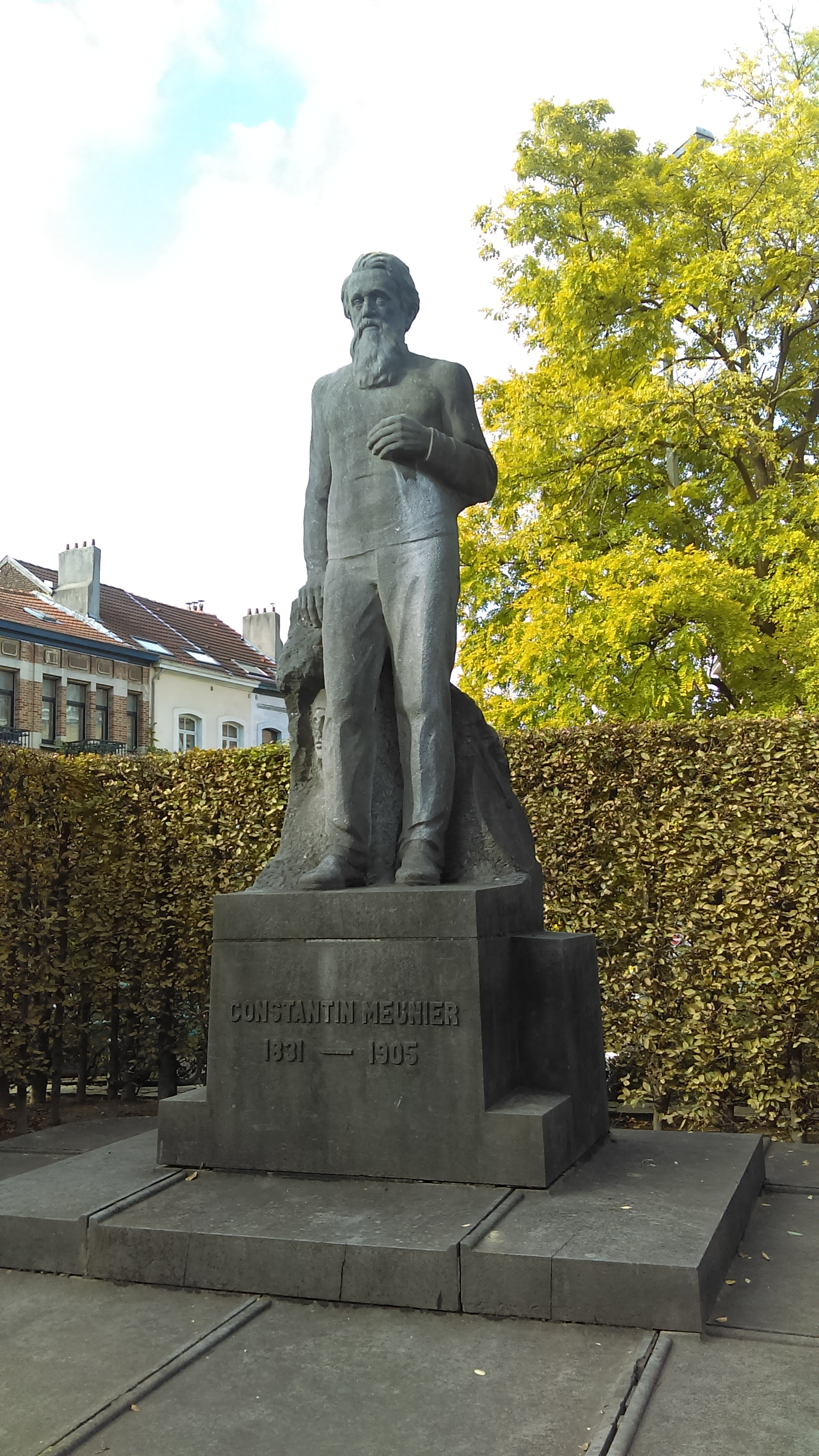
Etterbeek, place des Acacias, statue de Constantin Meunier
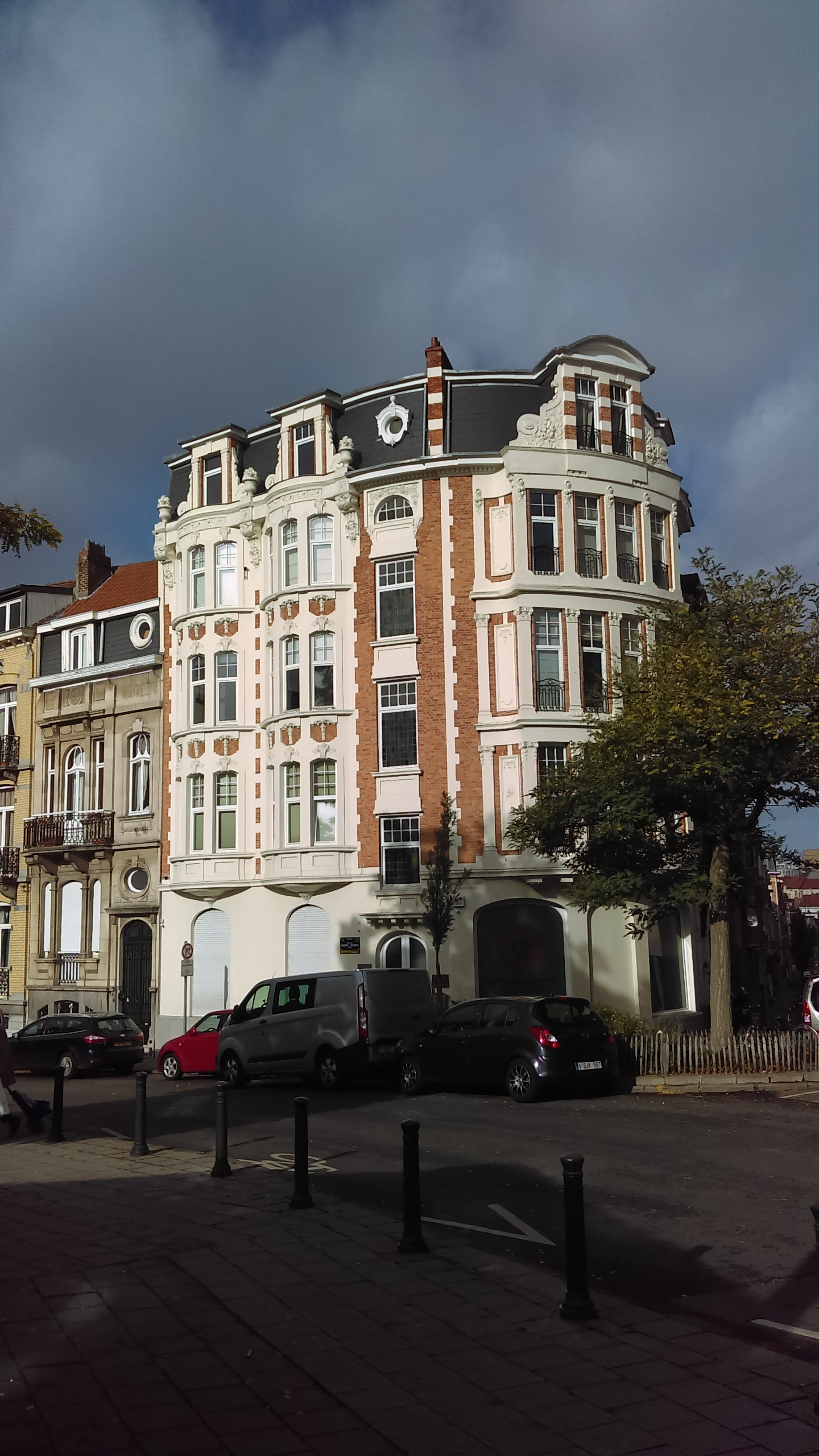
Etterbeek, place des Acacias